# Toine Horvers
Toine Horvers (eigentlich Antonius Petrus Johannes Maria Horvers; * 22. März 1947 in Loon op Zand) ist ein niederländischer Performance- und Klangkünstler.

## Leben und Werk
Toine Horvers wurde 1947 in der Provinz Nordbrabant geboren und lebt heute in Rotterdam. Er schloss ein Studium an der Academy of Art Education in Tilburg und an der Theaterschule in Amsterdam ab. Horvers war als Lehrer tätig und hält Lesungen und workshops.

„As an artist I make performance-related sound-sculptures, text-displays, as well as ‚written drawings‘, on both paper and onto architectural elements. (..) I consider myself as an heir of Performance Art, Minimal Art, and Conceptual Art.“